# Schönheit der Sünde
Schönheit der Sünde (Lepota poroka) ist ein jugoslawisches Filmdrama aus dem Jahr 1986.

## Handlung
Die junge Jaglika heiratet einen traditionsbewussten Mann. Sitte im jugoslawischen Hinterland Montenegros ist es, dass der Ehemann, wenn er seine Frau besteigt, ihr ein Tuch über das Gesicht legt. Und wenn die Ehefrau untreu wird, bringt er sie auf einen Berg und schlägt ihr mit einem schweren Hammer den Schädel ein, auf dass sie nie wieder sündigt.
Nun ziehen Jaglika und ihr Mann Luka ans Meer. Als Jaglika, zugeknöpft und keusch, als Zimmermädchen in einem Nudisten-Hotel arbeitet, gefällt ihr der Anblick eines nackten Engländers so sehr, dass ihr auch die „Schönheit der Sünde“ gefällt und sie bald darauf Gruppensex hat. Das gefällt ihrem Ehemann überhaupt nicht. Sie kehren in ihr rückständiges Dorf zurück und Luka muss nun Jaglika töten. Doch auch er hat sich in der Zeit an der Küste verändert.

## Kritiken
- „Antik-dramatisch zugespitzte und von kritischer Tragikomik durchwirkte Studie über menschliche Verführbarkeit und den problematischen, Kultur und Moral verändernden Einfluß des Tourismus auf Urlaubsländer. Nicht frei von spekulativen Ausmalungen.“ (Lexikon des Internationalen Films)[1]
- „Die spröde Anmut dieser jugoslawischen Brutalkomödie vom Zusammenprall des Altertums und der Neuzeit hat etwas Entwaffnendes: ein Schwarzhumor zum Männervergiften.“ (Münchner Abendzeitung)
- „Oben in den Bergen von Montenegro ist das Leben archaisch. Man tut seiner Frau ein Tüchel übers Gesicht, wenn einen die Begierde packt, und wenn sie fremdgegangen ist, legt sie sich ein frisches Brot auf den Kopf, auf welches man mit einem Vorschlaghammer haut, und daran stirbt sie dann. Unten an der Küste herrscht dagegen der Tourismus, und die Sitten sind ähnlich verbissen, nur eben locker. Islam im Oberland, FKK im Unterland, Fundis allewege…“[2]